# Tiébissou

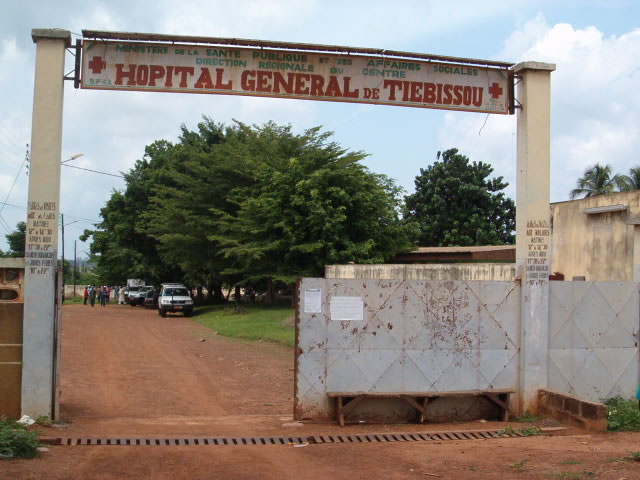
Eingang zum Spital Tiébissou (2005)

Tiébissou ist eine Stadt der Elfenbeinküste. Sie liegt in der Nähe der Hauptstadt Yamoussoukro in der Verwaltungsregion Lacs.
Die Stadt hat laut Zensus von 2014 51.539 Einwohner.
Tiebissou liegt zwischen den von Laurent Gbagbo und den von Alassane Ouattara in der Regierungskrise 2010/2011 kontrollierten Gebieten. Sie war am 10. März 2011 von stundenlang andauernden schwerem Artilleriefeuer betroffen.